# Togoland
Il Togoland (oggi Togo) fu una colonia tedesca dal 1884 al 1919. Il Togoland mai colonizzato prima (tranne un breve passaggio dei danesi limitato alla zona costiera) venne dichiarato, dopo i Trattati di Togoville, il 5 luglio 1884, protettorato della Germania. Il trattato fu stipulato grazie al viaggio dell'esploratore tedesco Gustav Nachtigal inviato per conto dell'imperatore Guglielmo I.

Bandiera proposta, ma mai adottata, del Togoland

## Storia
Allora il Togoland comprendeva soltanto una piccola zona costiera dove si fondarono presto le prime città. Negli anni seguenti il controllo tedesco si espanse nell'entroterra allo stesso tempo si ampliò il porto di Lomé divenuta subito la più importante città. Questa espansione portò i vicini francesi e inglesi a dover stipulare degli accordi con i tedeschi per la definizione dei confini (dal 1885 al 1899). I tedeschi iniziarono grandi piantagioni di cacao, caffè e cotone, soprattutto nella zona attorno Kpalimé, rendendo la colonia una delle più prosperose per l'Impero germanico e utilizzata successivamente come esempio da seguire nelle altre colonie tedesche in Africa. Impiantarono anche alcune infrastrutture moderne per l'epoca, rendendo il paese tra i migliori del continente in quel campo. Nonostante questi ammodernamenti i coloni erano malvisti dalla popolazione locale perché mal sopportavano le limitazioni del governo sulla loro esistenza. Nel 1895 la colonia raggiunse un'estensione di quasi 90.000 km² con una popolazione di circa 2 milioni di abitanti, con capitale Lomè ed una ferrovia che collegava la città ad Atakpamè per circa 327 km. Verso il 1900 Lomè aveva circa 4.000 abitanti. Tra gli altri centri sulla costa vi sono Klein Popo con 6.600 abitanti, Porto Seguro, Bagida, Sebbe e nell'interno Adjido, Togo, Amedjovhe, Ho, Paratau, Gambaga e le stazioni di Misahoehe, Kpando, Kete Kratshi, Sansanne Mangu, Atakpamè e Paratau. 
Con il sistema dei protettorati e delle annessioni dei regni indigeni circostanti, la colonizzazione tedesca penetrò in profondità nell'interno, dando il nome al territorio conquistato di Togoland o Togogebiet e raggiungendo una estensione massima di 90.276 km², dopo lunghe contestazioni per la delimitazione dei confini, definiti nel 1899 (questione di Salaga). 
Quando nel 1914 scoppiò la prima guerra mondiale il Togoland venne invaso da francesi e inglesi (8 agosto). I tedeschi si arresero il 26 agosto; le loro forze erano, infatti, molto esigue (circa 2.000 indigeni e 150 coloni).

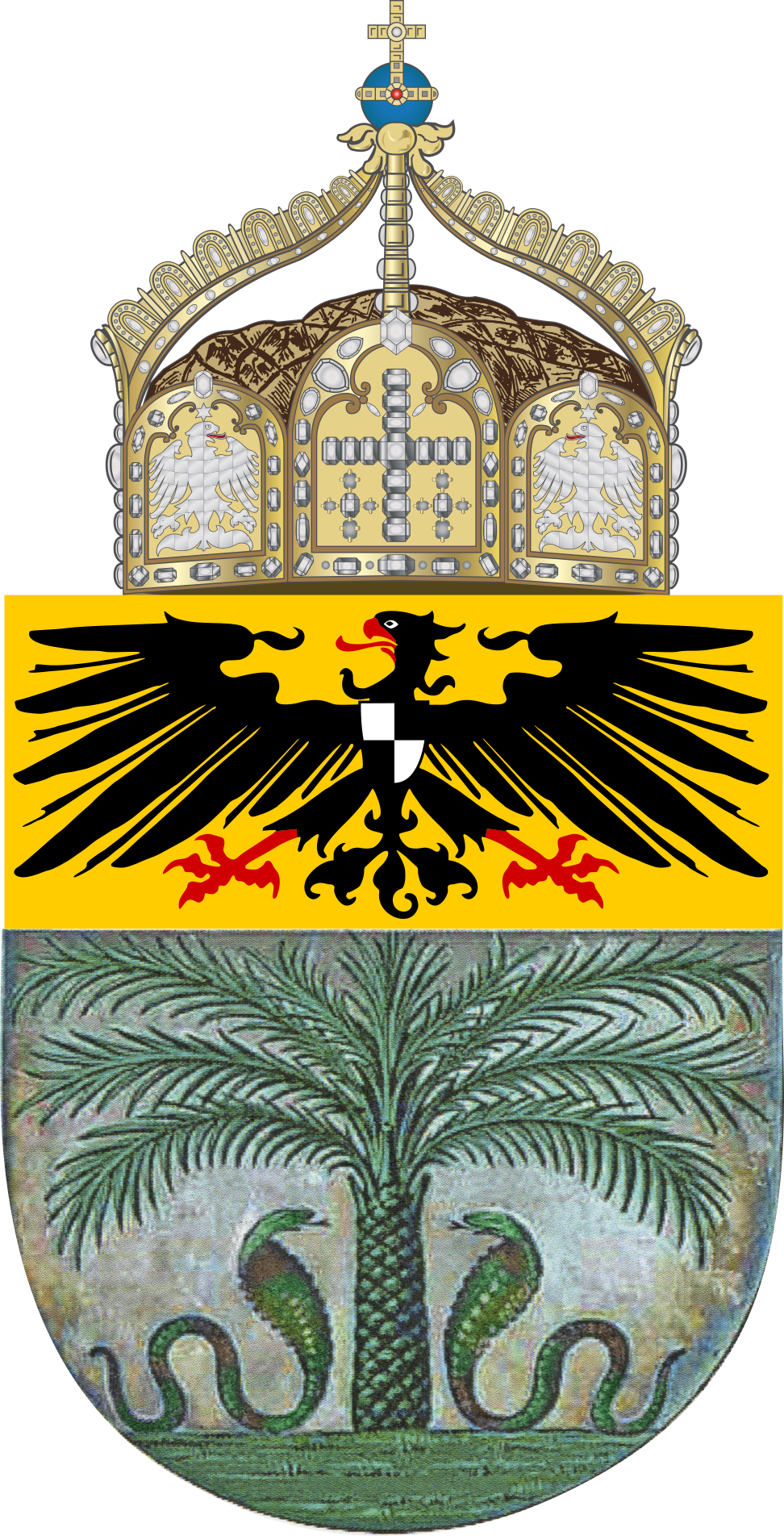
Stemma proposto per il Togoland

Nel 1916 la colonia fu spartita fra Francia (kmq. 54.000) e Regno Unito (kmq. 34.000), e questa suddivisione amministrativa fu confermata da un mandato della Società delle Nazioni dopo la guerra. Il mandato di amministrare il Togoland fu rinnovato dalle Nazioni Unite dopo la seconda guerra mondiale. Nel dicembre 1956 la parte britannica del Togoland, a ovest, votò a favore dell'unificazione con la Costa d'Oro, entrando a far parte del Ghana. A tale divisione gli Ewè furono totalmente contrari.
Il Togoland francese acquisì l'indipendenza il 27 aprile 1960, cambiando il proprio nome in Togo.

## Governatori della colonia
Lista dei governatori della colonia dal 1884 al 1914:
- 1884 – : Gustav Nachtigal
- 1884 – 1885: barone Julius von Soden
- 1885 – 1887: Ernst Falkenthal
- 1887 – 1888: Jesko von Puttkamer
- 1888 – 1891: Eugen von Zimmerer
- 1891 – 1892: senza governatore
- 1892 – 1895: Jesko von Puttkamer
- 1895 – 1902: August Köhler
- 1902 – 1903: Waldemar Horn
- 1904 – 1910: Johann Nepomuk von Zech auf Neuhofen
- 1910 – 1912: Edmund Brückner
- 1912 – 1914: duca Adolfo Federico di Meclemburgo-Schwerin
- 1914 – : Hans-Georg von Doering